# Out Run 3-D
Out Run 3-D est un jeu vidéo de course développé et édité par Sega en 1989 pour Master System, fonctionnant avec les lunettes 3D de la Master System,,,,,,.

## Système de jeu
Il est possible de choisir l'affichage en 3D ou en 2D classique.